# Lincolnton, North Carolina
Lincolnton är en stad nordväst om Charlotte i den amerikanska delstaten North Carolina med en yta av 21,2 km², och en folkmängd, som uppgår till 10 683 invånare (2010). Lincolnton är administrativ huvudort i Lincoln County. Staden har fått sitt namn efter militären Benjamin Lincoln som tjänstgjorde i den kontinentala armén i amerikanska revolutionskriget. Lincolnton grundades år 1785 som countyhuvudort.

## Kända personer från Lincolnton
- James Pinckney Henderson, politiker